# Suhopolje
Suhopolje (srbsky Сухопоље, maďarsky Szentendre) je hustě osídlené sídlo a správní středisko stejnojmenné opčiny v Chorvatsku ve Viroviticko-podrávské župě. Nachází se asi 7 km jihovýchodně od Virovitice. V roce 2011 žilo v Suhopolji 2 696 obyvatel, v celé opčině pak 6 683 obyvatel.
Součástí opčiny je celkem 22 trvale obydlených vesnic. Dříve byly součástí opčiny i vesnice Bjeljevina, Bukova, Elemir, Jasik, Kapan, Malo Gaćište, Međugorje Suhopoljsko, Nova Cabuna a Ovčara Suhopoljska.
- Borova – 710 obyvatel
- Budanica – 107 obyvatel
- Cabuna – 787 obyvatel
- Dvorska – 15 obyvatel
- Gaćište – 221 obyvatel
- Gvozdanska – 34 obyvatel
- Jugovo Polje – 319 obyvatel
- Levinovac – 188 obyvatel
- Mala Trapinska – 62 obyvatel
- Naudovac – 146 obyvatel
- Orešac – 389 obyvatel
- Pčelić – 407 obyvatel
- Pepelana – 116 obyvatel
- Pivnica Slavonska – 53 obyvatel
- Rodin Potok – 56 obyvatel
- Sovjak – 13 obyvatel
- Suhopolje – 2 696 obyvatel
- Trnava Cabunska – 42 obyvatel
- Velika Trapinska – 25 obyvatel
- Zvonimirovo – 112 obyvatel
- Žiroslavlje – 74 obyvatel
- Žubrica – 111 obyvatel

Opčinou procházejí státní silnice D2 a D538 a župní silnice Ž3301, Ž4022, Ž4024, Ž4028 a Ž4043.